# Сант'Арканђело Тримонте (Беневенто)
Сант'Арканђело Тримонте (итал. Sant'Arcangelo Trimonte) је насеље у Италији у округу Беневенто, региону Кампанија.
Према процени из 2011. у насељу је живело 319 становника. Насеље се налази на надморској висини од 350 м.

## Становништво
Према резултатима пописа становништва 2011. у општини је живело 641 становника.
| 1931. | 1936. | 1951. | 1961. | 1971. | 1981. | 1991. | 2001. | 2011. |
| ----- | ----- | ----- | ----- | ----- | ----- | ----- | ----- | ----- |
| 1.319 | 1.343 | 1.353 | 1.233 | 1.114 | 928   | 845   | 691   | 641   |